# سنو بومان
سنو بومان (بالإنجليزية: Snow Bowman)‏ هو لاعب اتحاد الرغبي نيوزيلندي، ولد في 5 مايو 1915 في أوكلاند في نيوزيلندا، وتوفي في 20 يناير 1992 في Waipukurau ‏ في نيوزيلندا.